# Chocicza Wielka
Chocicza Wielka – wieś w Polsce położona w województwie wielkopolskim, w powiecie wrzesińskim, w gminie Września.
W latach 1975–1998 miejscowość administracyjnie należała do województwa poznańskiego.
Przy północnych zabudowaniach wsi przebiega autostrada A2 (bez węzła). 
W centrum wsi znajduje się piętrowy dwór z przełomu XIX i XX wieku, kryty dachem mansardowym, otoczony zabytkowym parkiem krajobrazowym z tego samego okresu.